# Albalate del Arzobispo
Albalate del Arzobispo là một đô thị trong tỉnh Teruel, Aragon, Tây Ban Nha. Theo điều tra dân số 2004 (INE), đô thị này có dân số là 2.180 người.